# 李崇 (北燕)
李 崇（り すう、生没年不詳）は、北燕から北魏にかけての官僚。本貫は范陽郡。

## 経歴
前燕の司徒左長史李績の子として生まれた。北燕の吏部尚書・石城郡太守となった。432年（延和元年）、北魏の太武帝が龍城に進攻してくると、李崇は十数郡を率いて北魏に降伏した。太武帝はかれを礼遇して、「李公」と呼んだ。平西将軍・幽州刺史に任じられ、固安侯の爵位を受けた。81歳で死去した。諡は襄侯といった。

## 子女
- 李恭（長男、字は元順、成周郡太守）
- 李瓘（字は元衡、平西将軍・営丘郡太守・固安侯）
- 李訢
- 李璞

## 伝記資料
- 『魏書』巻46 列伝第34
- 『北史』巻27 列伝第15